# 六都乡
六都乡，是中华人民共和国江西省上饶市玉山县下辖的一个乡。

## 行政区划
六都乡下辖以下地区：
三都社区、六都村、下濂溪村、清水塘村、官仓边村、郑家墩村、纱帽村、吕家源村、桥町坞村、湖村桥村、下坊村、前洲村、前坞村、清溪桥村、大路边村、四都村、湾村、华山村和南阳村。